# Café Milani
Pour les articles homonymes, voir Milani.
Le Café Milani était un établissement de Francfort-sur-le-Main, célèbre pour avoir été le siège à partir du 4 juin 1848 du groupe parlementaire (dit Fraktion en allemand) éponyme du parlement de Francfort.

## La fraction Café Milani
La fraction, qui au départ se réunit au Steinernes Haus, déménage au Café Milani en septembre 1848. Comme les autres fractions du parlement de Francfort, elle porte le nom de son lieu de réunion.
Le Café Milani est la fraction conservatrice de l'assemblée. 
Il est principalement composé de membres issus du royaume de Prusse, d'Autriche et de Bavière et de nombreux nobles. Il n'y a cependant pas de véritable conservateur du Kreuzzeitung.
Au niveau des idées, la fraction est favorable à la solution petite-allemande et à une fédération dont le parlement aurait un pouvoir limité de manière constitutionnelle et qui ne contrôlerait pas le gouvernement central. Les États membres de la fédération devaient rester des monarchies et conserver leurs indépendances en matière d'armée et en matière de constitution. La constitution doit selon eux être négocié avec les gouvernements.
Ses meneurs sont Deetz (de), Vincke et Radowitz.
Autre membre : von Mühlfeld (de).
Elle représente environ 6 % de l'assemblée, soit environ 40 membres en octobre 1848.

## Histoire du café

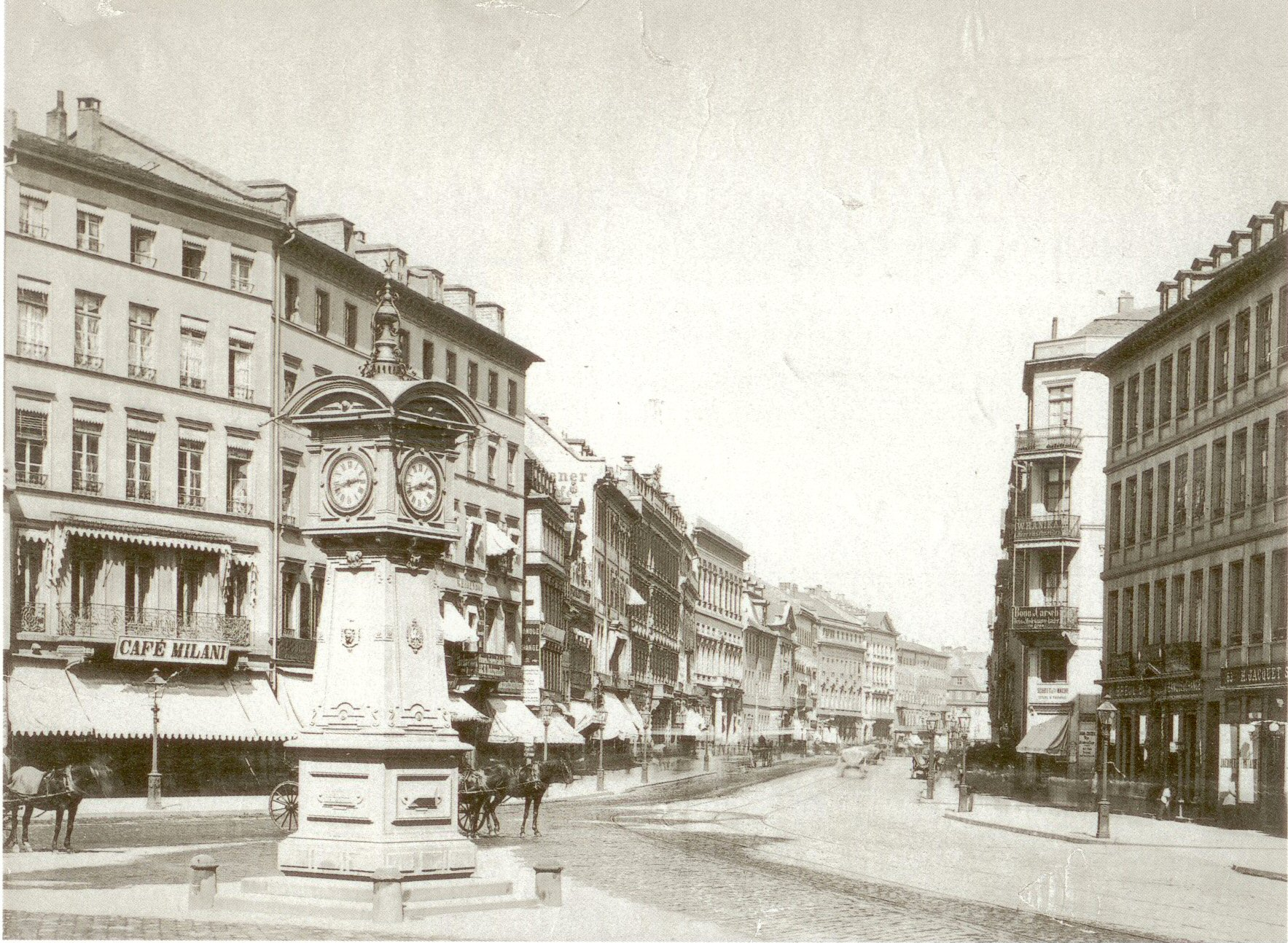
Le Café Milani dans la Zeil aux alentours de 1885.

Le café est ouvert sur le Roßmarkt (de) en juin 1848 par un tenancier italien, Christian Joseph Milani.
En 1854, l'établissement adjacent qu'est la Englischen Hof, situé à l'intersection avec la rue Am Salzhaus, reprend les bâtiments du café.
Celui-ci est déplacé de l'autre côté de la place au niveau du théâtre (de).
Il est connu de ses clients pour son ambiance parisienne.
En 1874, Milani et son établissement déménage dans un bâtiment de style néoclassique dans un des meilleurs emplacements de la ville, au début de la Zeil en face de l'église Sainte-Catherine, où se trouve de nos jours un Kaufhof.
Dans ce nouveau lieu, le café peut accueillir jusqu'à 300 clients sur deux étages, il dispose de plus d'un salon pour femmes et d'une partie hôtel.
En été un pavillon est érigé sur la rue en plus.
En 1889, Christian Joseph Milani décède, l'affaire est reprise par son fils Adolf.
En 1902, le bâtiment est rasé. À sa place, une librairie de style néorenaissance.
Le café déménage alors dans le coin de la Schillerstraße et de la Biebergasse. Son prestige n'est alors plus celui d'antan. Il ferme lorsque son propriétaire décède en 1931.